# The Right Way (film fra 1921)
The Right Way er en amerikansk stumfilm fra 1921 af Sidney Olcott.

## Medvirkende
- Joseph Marquis
- Sidney D'Albrook
- Edwards Davis
- Helen Lindroth
- Vivienne Osborne
- Anniez Ecleston
- Helen Ferguson
- Elsie MacLeod
- Tammany Young
- Thomas Brooks